# Thomas W. Hardwick
Thomas William Hardwick, född 9 december 1872 i Thomasville, Georgia, död 31 januari 1944 i Sandersville, Georgia, var en amerikansk politiker (demokrat). Han representerade delstaten Georgia i båda kamrarna av USA:s kongress, först i representanthuset 1903-1914 och sedan i senaten 1914-1919. Han var guvernör i Georgia 1921-1923.

## Biografi
Hardwick studerade vid Mercer University och University of Georgia. Han avlade 1893 juristexamen och inledde sedan sin karriär som advokat i Sandersville. Han var åklagare för Washington County, Georgia 1895-1897.
Hardwick efterträdde 1903 William Henry Fleming som kongressledamot. Han omvaldes fem gånger. Han fyllnadsvaldes 1914 till senaten.
Hardwick var en av upphovsmännen bakom 1918 års invandringslag (Immigration Act of October 16, 1918 eller Anarchist Exclusion Act) som specificerade tydligare vilka slags anarkister som kunde nekas inträde i USA eller utländska anarkister som kunde deporteras från USA. Det fanns redan en motsvarande lag från år 1901 men den nya lagen innebar en skärpning av lagstiftningen. Bland andra Emma Goldman deporterades som anarkist med hänvisning till den nya lagen.
Hardwick efterträddes i mars 1919 i senaten av William J. Harris. Den 29 april 1919 bombade anarkistiska anhängare av Luigi Galleani Hardwicks hus i Georgia. Det var deras sätt att hämnas för den skärpta invandringslagen. Harris fru sårades i bombdådet och en kvinnlig betjänt miste sina armar.
Hardwick besegrade Clifford Walker i demokraternas primärval inför guvernörsvalet i Georgia 1920. Han hyllade Ku Klux Klan i ett kampanjtal, något som hjälpte honom att få klanens stöd i guvernörsvalet. Han efterträdde 1921 Hugh M. Dorsey som guvernör. Väl i ämbetet var Hardwick en motståndare till Ku Klux Klan. Han utnämnde 1922 den kända rasisten och feministen Rebecca Latimer Felton till senaten före ett fyllnadsval. Trots att fyllnadsvalet där Felton inte kandiderade redan var avgjort vid tidpunkten då hon kom till Washington, D.C. för att svära sin ämbetsed, lät tillträdande senatorn Walter F. George henne att tjänstgöra i en dag. På det sättet blev Hardwicks utnämning Felton den första kvinnliga senatorn i USA:s historia. Hardwick efterträddes 1923 som guvernör av Clifford Walker.
Hardwicks grav finns på Old City Cemetery i Sandersville.